# Giorgio Ardisson
Pour les articles homonymes, voir Ardisson.
Giorgio Ardisson, également connu sous le nom de George Ardisson, né à Rocca Canavese le 31 décembre 1931 et mort à Cerveteri le 11 décembre 2014, est un acteur italien.

## Biographie
Giorgio Ardisson est né à Rocca Canavese et a fait ses débuts dans un rôle mineur en 1959 dans le film Débrouillez-vous ! (Arrangiatevi) de Mauro Bolognini,. Après plusieurs rôles secondaires dans des Péplums et films d'aventure, il obtient le succès en jouant l' « Agent 3S3 » dans l'Agent 3S3, passeport pour l'enfer et Agent 3S3, massacre au soleil. Selon Sergio Sollima, il a été choisi pour ce rôle « grâce à son apparence physique américaine qui le rend crédible pour le rôle ».
Ardisson a joué dans divers genres : film d'espionnage, western spaghetti et film d'horreur.

## Filmographie partielle
- 1959 : Débrouillez-vous ! (Arrangiatevi) de Mauro Bolognini
- 1960 : Capitaine Morgan (Morgan il pirata) d'André De Toth et Primo Zeglio
- 1961 : La Ruée des Vikings (Gli invasori) de Mario Bava
- 1961 : Hercule contre les vampires (Ercole al centro della Terra) de Mario Bava
- 1962 : Zorro l'intrépide (Zorro alla corte di Spagna) de Luigi Capuano : Riccardo Di Villa Verde / Zorro
- 1962 : Cléopâtre, une reine pour César (Una regina per Cesare) de Piero Pierotti et Viktor Tourjanski
- 1963 : Katarsis (Sfida al diavolo) de Nello Vegezzi (it)
- 1964 : Massacre au Grand Canyon (Massacro al Grande Canyon) de Sergio Corbucci
- 1964 : La Sorcière sanglante (I lunghi capelli della morte) d'Antonio Margheriti
- 1965 : Agent 3S3, passeport pour l'enfer (Agente 3S3 - Passaporto per l'inferno) de Sergio Sollima
- 1965 : Hercule et la Princesse de Troie (en) (Hercules And The Princess Of Troy) d'Albert Band
- 1965 : Juliette des esprits (Giulietta degli spiriti) de Federico Fellini
- 1966 : Agent 3S3, massacre au soleil (Agente 3S3 - Massacro al sole) de Sergio Sollima
- 1966 : Ça casse à Caracas (Inferno a Caracas) de Marcello Baldi
- 1967 : Homicide sur rendez-vous (Omicidio par appuntamento) de Mino Guerrini
- 1967 : Alerte à la drogue (La lunga sfida) de Nino Zanchin et Mohamed Tazi
- 1968 : Zorro le renard (El Zorro) de Guido Zurli
- 1968 : Demande pardon à Dieu, pas à moi... (Chiedi perdono a Dio... non a me), de Vincenzo Musolino : Cjamango
- 1970 : Chapagua (L'oro dei bravados) de Giancarlo Romitelli
- 1970 : Un joli corps qu'il faut tuer (Il tuo dolce corpo da uccidere) d'Alfonso Brescia
- 1970 : Les Mantes religieuses (Die Weibchen) de Zbyněk Brynych : Tommy
- 1970 : Django défie Sartana (Django sfida Sartana), de Pasquale Squitieri : Sartana
- 1971 : Plus venimeux que le cobra (L'uomo più velenoso del cobra) de Bitto Albertini
- 1972 : La Vierge de Bali (La vergine di Bali) de Guido Zurli
- 1974 : Une nièce malicieuse (it) (La nipote) de Nello Rossati
- 1974 : Commissariat de nuit (Commissariato di notturna) de Guido Leoni
- 1974 : Ciak si muore de Mario Moroni
- 1975 : La guerre du pétrole n'aura pas lieu de Souheil Ben Barka
- 1975 : L'ingenua de Gianfranco Baldanello
- 1975 : Face d'espion CIA (Faccia di spia) de Giuseppe Ferrara
- 1980 : Tunnel (Eroina) de Massimo Pirri
- 1981 : Carcerato (it) d'Alfonso Brescia
- 1987 : Delitti de Giovanna Lenzi
- 1988 : La tempesta de Giovanna Lenzi